# Cheyenne Youngblood
Cheyenne Youngblood – amerykańska zapaśniczka. Brązowa medalistka mistrzostw panamerykańskich w 2014 roku.
Zawodniczka Missouri Baptist University.